# Christopher Briney
Christopher Thomas Briney (* 1998 in Connecticut) ist ein US-amerikanischer Schauspieler.

## Leben
Der in Connecticut geborene Christopher Briney
spielte in der Fernsehserie Der Sommer, als ich schön wurde die große Liebe der Protagonistin Belly namens Conrad. Eine Hauptrolle erhielt er in dem Film Dalíland von Mary Harron, in dem er einen Galerieassistenten spielt, der Salvador Dalí dabei hilft, eine Ausstellung vorzubereiten.

## Filmografie
- 2018: Under the Covers (Kurzfilm)
- 2020: Want This (Kurzfilm)
- 2022: Der Sommer, als ich schön wurde (The Summer I Turned Pretty, Fernsehserie, 15 Folgen)
- 2022: Dalíland
- 2024: Mean Girls – Der Girls Club (Mean Girls)